# Pavel Haas Quartet
Das Pavel Haas Quartet ist ein Streichquartett, das 2002 gegründet wurde und seither eine Reihe internationaler Auszeichnungen gewonnen hat.
Benannt hat sich das Quartett nach dem tschechischen Komponisten Pavel Haas (1899–1944), der 1941 von den Nazis verschleppt und im KZ Auschwitz-Birkenau ermordet wurde, und setzt sich zusammen aus erster Violine Veronika Jarůškova, zweiter Violine Marek Zwiebel (zuvor Eva Karová), Bratsche Šimon Truszka (zuvor Pavel Nikl) und Cello Peter Jarůšek. In noch früheren Besetzungen spielten die zweite Violine Kateřina Gemrotová (auf der CD Janáček Streichquartett Nr. 2 „Intimate Letters“ und Pavel Haas Streichquartett Nr. 2, „Aus den Affenbergen“) und Marie Fuxová (auf der CD Janáček Streichquartett Nr. 1 „Nach Tolstoy's 'Kreutzer-Sonate'“ und Pavel Haas Streichquartett Nr. 1 und Nr. 3 sowie Beethovens Streichquartett op. 95 für die Cover-CD der Ausgabe Mai 2009 des BBC Music Magazine).

## Auszeichnungen
Das Pavel Haas Quartet gewann im Jahr 2004 den „Vittorio E. Rimbotti“ Preis in Florenz, 2005 beim Prager Frühlingsfestival und ebenfalls 2005 beim internationalen Wettbewerb für Streichquartette Premio Paolo Borciani. Die European Concert Hall Organisation kürte sie zum „Rising Star“ für 2007–2008. Ihre erste CD-Einspielung, veröffentlicht im Oktober 2006, wurde vom BBC Music Magazine als „Chamber Choice“ ausgezeichnet.

## Einspielungen
- 2006: Janáček Quartett Nr. 2, „Intimate Letters“; Haas Quartett Nr. 2, „Aus den Affenbergen“ (mit Colin Currie, Schlagzeug) (Supraphon)[4]
- 2007: Janáček Quartett Nr. 1, Nach Tolstoy's „Kreutzer-Sonate“; Haas Quartett Nr. 1; Haas Quartett Nr. 3 (Supraphon)[3]
- 2009: Beethoven Streichquartett Op. 18 Nr. 4, Op. 135 und Op. 95 (BBC Music Magazine Cover CD, Mai 2009)[5]
- 2010: Dvořák Streichquartett Op. 96 Nr. 12, „Amerikanisches Quartett“; Streichquartett Op. 106 Nr. 13 (Supraphon)
- 2013: Schubert Streichquartett Nr. 14, „Der Tod und das Mädchen“; Streichquintett C-dur, mit Danjulo Ishizaka, Violoncello (Supraphon)
- 2015: Smetana Streichquartett Nr. 1 E-Moll, „Aus meinem Leben“; Streichquartett Nr. 2 D-Moll (Supraphon)
- 2017: Dvořák Klavierquintett Op. 81 Nr. 2 A-Dur, mit Boris Giltburg, Klavier; Streichquintett Es-Dur Op. 97, mit Pavel Nikl, Violine (Supraphon)